# Emi Takei
Emi Takei (武井咲 Takei Emi?,  Nagoya, Prefectura de Aichi, 25 de diciembre de 1993) es una actriz, modelo y cantante japonesa.

## Carrera

### Modelo
Takei comenzó su carrera como modelo durante sus últimos años de escuela secundaria. En 2006, ingresó en el 11th Japan Bishōjo Contest en el que ganó dos categorías: Model Division Award y Multi-Media Award. Posteriormente hizo su debut como modelo el 17 de noviembre de 2006, siendo su primer trabajo en la industria del entretenimiento. En febrero de 2007, se convirtió en una modelo exclusiva de la revista Seventeen y obtuvo su primera portada en solitario en la edición del 15 de febrero.
A partir de septiembre de 2010, se convirtió en la imagen de Beamie, un sitio web utilizado por aproximadamente 5.500 celebridades. En noviembre de ese mismo año, Takei fue la más joven en la historia en recibir el "Premio a la mejor vestida" en el Model Division Award and the Multi-Media Award. En 2011, ganó en la categoría de la "Mejor sonrisa del año" en noviembre, y en diciembre se convirtió en la primera celebridad japonesa en ser contratada para promocionar la marca de italiana Gucci.
En agosto de 2012, dejó de ser modelo de la revista Seventeen después de 5 años y 9 meses.

### Actriz
En enero de 2011, obtuvo uno de los papeles más importantes en la serie dramática Taisetsu na Koto wa Subete Kimi ga Oshiete Kureta, transmitida por Fuji TV. Fue elegida, dado que ganó una audición en la que ochocientas personas asistieron para poder interpretar el papel de Saeki Hikari. Poco después, ella obtuvo su primer papel protagonista en Asuko March! de la cadena televisiva TV Asahi que se estrenó en abril de ese mismo año.

### Cantante
El 12 de diciembre de 2011, hizo su debut como cantante, bajo la discográfica Universal Music Group, lanzando el sencillo "Koisuru Kimochi". La balada fue escrita por Takuro de GLAY que se declaró a sí mismo, como un gran fan de Takei.

## Vida personal
Su familia está conformada por sus padres y una hermana menor. Tiene una relación de amistad con las actrices Saki Fukuda y Ayame Gōriki. En 2015, obtuvo una licencia de manejo de motocicletas acuáticas. El 1 de septiembre de 2017, se anunció su matrimonio con el cantante de Exile, Takahiro, y que estaba embarazada de tres meses. En marzo de 2018, Takei dio a luz a una niña. 

## Filmografía

### Televisión
- Otomen ~Summer~ (2009), Kuriko Tachibana
- Otomen ~Autumn~ (2009), Kuriko Tachibana
- Liar Game 2 (2010), Hiroka Saeki
- Gold (2010), Akira Saotome
- Taisetsu na Koto wa Subete Kimi ga Oshiete Kureta (2011), Hikari Saeki
- Asukō March! ~Kenritsu Asuka Kōgyō Kōkō Kōshinkyoku~ (2011), Nao Yoshino
- Honto ni Atta Kowai Hanashi Summer Special 2011 (2011), Kyoka Koyama
- Taira no Kiyomori Episodio 14 - 43 (2012), Tokiwa Gozen
- W no Higeki (2012), Mako Watsuji/Satsuki Kurasawa
- Iki mo Dekinai Natsu (2012), Rei Tanizaki
- Tokyo Zenryoku Shōjo (2012), Urara Saeki
- Otenki Oneesan (2013), Haruko Abe
- Kindaichi Kōsuke VS Akechi Kogorō (2013), Hatsue Yoshiike
- The Partner ~Itoshiki Hyakunen no Tomo e~ (2013), Akane Oiwa
- Umi no Ue no Shinryōjo (2013), Mako Togami
- Senryokugai Sōsakan (2014), Chinami Umidzuki
- Zero no Shinjitsu ~Kansatsui Matsumoto Mao~ (2014), Mao Matsumoto
- Subete ga F ni Naru (2014), Moe Nishinosono
- Age Harassment (2015), Emiri Yoshii
- Seisei Suruhodo, Aishiteru (2016), Mia Kurihara
- Fragile (2016), Chihiro Miyazaki
- Setouchi Shonen Yakyu dan (2016), Komako Nakai
- Terra Formars: A New Hope (2016), Nanao Akita
- Black Leather Notebook (2017), Motoko Haraguchi
- Ima kara Anata wo Kyouhaku Shimasu (2017)

### Películas
- Sakura no Sono (2008), Maki Mizuta
- Fast Five (2011), Elena Neves (Doblaje japonés)
- For Love's Sake (2012), Ai Saotome[2]
- Rurouni Kenshin (2012), Kamiya Kaoru
- Kyō, Koi o Hajimemasu (2012), Tsubaki Hibino
- Rurouni Kenshin: Kyoto Inferno (2014), Kamiya Kaoru
- Rurouni Kenshin: The Legend Ends (2014), Kamiya Kaoru
- Clover (2014), Saya Suzuki
- The Partner: A friendship through a century (2014), Akane Oiwa
- Terra Formars (2016), Nanao Akita
- Kenshin, el guerrero samurái: El final (2023), Kamiya Kaoru

### Programas de televisión
- Unbelievable (abril de 2010-febrero de 2011)
- K-Pop & Korean Dramas…Star ga Umareru Bashō ~Takei Emi and Youn-a Hanryū Roots e no Tabi~ (2011)
- Takei Emi 19sai no Kyūjitsu - Kankoku Hitori Tabi ~Micchaku! Sugao ni Modotta Mikakan~ (2013)

### Radio
- Emi Takei and Rikao Yanagida's Radio Kūsō Kagaku Kenkyūsho (2010–presente)
- Daiichi Seimei Takei Emi "Kyō no Ikku" (2012–presente)

### Como actriz de doblaje
- Doctor Lautrec and the Forgotten Knights (2011), Sophie Coubertin (Lanzamiento japonés)
- Binary Domain (2012) - Yuki (Lanzamiento japonés)
- Crayon Shin-chan: Serious Battle! Robot Dad Strikes Back (2014)
- Dragon Quest Heroes II (2016)
- Nioh (2017)

### Comerciales
- Yokohama Hakkeijima Sea Paradise Petting Lagoon (2007)
- Takara Tomy Hi-kara (2008)
- Shiseido
  - Tsubaki Water (2010)
  - Maquillage (2011–presente)
- Lotte
  - Ghana Milk Chocolate (2011–presente)
  - Ghana Chocolate & Cookie Sandwich (2011-2012)
  - Fruitio (2012–presente)
  - Fit's Link & Fruitio x Movie Rurouni Kenshin Tie-up Campaign (2012)
- SoftBank Mobile (2011)
- Coca-Cola Japan Sokenbicha (2011)
- ÆON (2011–presente)
- MaxValu (2012–presente)
- Nintendo "Rhythm Heaven Fever" (2011)
- Nissin Spa King (2011–presente)
- Fast Five Movie (2011)
- NEC Personal Computer (2011–presente)
- Sekisui Chemical Company Sekisui Heim (2011–presente)
- Aoyama Trading Yōfuku no Aoyama (2011–presente)
- Daiichi Seimei (2011–presente)
- J Sports (2011–presente)
- Tokyo Metro (2012–presente)
- Tokyo Metropolitan Art Museum Mauritshuis Museum Exhibition (2012)
- JTB (2012–presente)
- GREE Tsuri Star (2012–presente)
- House Foods Toast Seasoning (2012–presente)
- Seiko Lukia (2012–presente)
- Mobcast Mobile Pro/Mobile Soccer (2013–presente)
- Japanese Red Cross Society Hatachi no Kenketsu (2014–presente)
- SSP Alesion 10 (2014–presente)

## Revistas
- Seventeen (Febrero de 2007-Octubre de 2012)-Modelo exclusiva

## Fotolibro
- Kaze no Naka no Shōjo (Wani Books, 28 de octubre de 2010) ISBN 9784847043208
- Plumeria (Spirits Special Edition) (Shogakukan, 20 de junio de 2011) ISBN 9784093637305
- Emi Takei Photobook Bloom (Kadokawa Shoten, 6 de junio de 2015) ISBN 9784047319431

## Discografía

### Sencillo
- Koisuru Kimochi (2011)